# Hamptjärnen, Gästrikland
Hamptjärnen är en sjö i Sandvikens kommun i Gästrikland och ingår i Gavleåns huvudavrinningsområde. Sjön är 9 meter djup, har en yta på 0,031 kvadratkilometer och är belägen 171 meter över havet.